# Ocellipsis selaginella
Ocellipsis selaginella är en tvåvingeart som beskrevs av Richards 1965. Ocellipsis selaginella ingår i släktet Ocellipsis och familjen hoppflugor.
Artens utbredningsområde är Kenya. Inga underarter finns listade i Catalogue of Life.